# Gare de Paravur
La gare de Paravur (en Malayalam പരവൂർ_തീവണ്ടിനിലയം) est une gare ferroviaire qui dessert la ville de Paravur, située dans le district de Kollam, au sud du Kerala, en Inde,,,. Elle se trouve sur la ligne de Kollam Junction à Thiruvananthapuram. 16 paires de trains s'arrêtent à Paravur.
Il est situé à 15,8 km du siège du district, Kollam.